# Beat It
Beat It is een nummer van de Amerikaanse zanger-muzikant Michael Jackson, afkomstig van zijn succesvolle zesde studioalbum Thriller. Het was de derde single van dit album en in Nederland de eerste nummer 1-hit van het album uit november 1982. Op 21 februari 1983 werd het nummer eerst in de VS en Canada op vinylsingle uitgebracht. In april volgde Europa en in juni Australië, Nieuw-Zeeland, Japan, Jamaica, Filipijnen, Peru en Zuid-Afrika. In 1988 werd het nummer op cd-single uitgebracht en in 2006 op DVD.

## Achtergrond
Met Beat It won Michael Jackson twee Grammy Awards: een voor Record of the Year en een voor Best Male Rock Vocal Performance. Het nummer was ook genomineerd voor Song of the Year, maar deze prijs ging naar Willie Nelson met het nummer Always on My Mind. Het tijdschrift Rolling Stone plaatste Beat It op nummer 337 in de lijst van 500 beste nummers aller tijden.
De plaat werd een wereldwijde hit en bereikte in Jackson's thuisland de VS de nummer 1-positie in de Billboard Hot 100. Ook in  Canada, Nieuw-Zeeland, Denemarken, Noorwegen, Finland, Frankrijk en Spanje werd de nummer 1-positie behaald. In Duitsland, Zwitserland, Ierland en Australië werd de 2e positie bereikt. In het Verenigd Koninkrijk werd de 3e positie bereikt in de UK Singles Chart.
In Nederland was de plaat op maandag 11 april 1983 de 163e AVRO's Radio en TV-Tip op Hilversum 3 en werd een gigantische hit in de destijds drie landelijke hitlijsten op de nationale publieke popzender. De plaat bereikte de nummer 1-positie in zowel de Nationale Hitparade, de Nederlandse Top 40 als de TROS Top 50. In de Europese hitlijst op Hilversum 3, de TROS Europarade, werd de 2e positie behaald.
Ook in België behaalde de plaat de nummer 1-positie in zowel de voorloper van de Vlaamse Ultratop 50 als  de Vlaamse Radio 2 Top 30. In Wallonië werd géén notering behaald.
Sinds de allereerste editie in december 1999 staat de plaat onafgebroken genoteerd in de jaarlijkse NPO Radio 2 Top 2000 van de Nederlandse publieke radiozender NPO Radio 2, met als hoogste notering tot nu toe een 74e positie in 2009; het jaar van overlijden van Jackson.

## Geschiedenis
Op het album voorafgaand aan Thriller, Off the Wall, stonden al twee nummers gemaakt door Michael Jackson zelf (Don't Stop 'Til You Get Enough en Working Day And Night). Op Thriller wilden Jackson en de producer Quincy Jones een rocknummer zetten. Ze haalden inspiratie uit een ander succesvol rocknummer, My Sharona van The Knack.
Het nummer begint met een herkenbare gong, die overgaat in een snelle drumbeat, gevolgd door de gitaar. De tekst van Beat It is een angstige waarschuwing om geweld en gevechten koste wat kost te vermijden, vooral als de inzet eer is (It doesn't matter who's wrong or right).
Tijdens het instrumentale intermezzo (door Steve Lukather van de band Toto) van het nummer speelt Eddie van Halen (van de groep Van Halen) een elektrische-gitaarsolo. Quincy Jones vertelde dat toen men de gitarist voor de eerste maal benaderde, Van Halen niet kon geloven dat hij Jones aan de lijn had. Van Halen vroeg geen loon voor zijn optreden. Hij nam zijn deel op, terwijl Jackson in een andere studio het nummer Billie Jean stond op te nemen.

## Impact
Met Beat It had Michael Jackson een hit in het r&b- en popgenre, maar ook rockfans konden ermee tevreden zijn, vanwege de bijdrage van Van Halen. Jackson en Jones hadden het voor elkaar gekregen om een r&b-radiozender een nummer met hardrockelementen te laten spelen en omgekeerd.
De volgende albums van Jackson zouden allemaal een nummer bevatten met rockinvloeden. Veel van die nummers bevatten ook een gastoptreden van een ster zoals Van Halen, zoals:
- Dirty Diana (met Steve Stevens; Bad 1987)
- Give In to Me (met Slash, Guns N' Roses; Dangerous 1991)
- Black or White (met Slash, Guns N' Roses; Dangerous 1991)
- D.S. (met Slash, Guns n' Roses; HIStory 1995)
- Whatever Happens (met Carlos Santana; Invincible 2001)

## Videoclip
De videoclip werd geregisseerd door Bob Giraldi, de choreografie door Michael Peters die later ook meewerkte aan de clip voor Thriller. Veel dansers in de videoclip van "Beat It" waren echte straatbendeleden. Jacksons rode jasje werd iconisch. De clip gaat over twee rivaliserende bendes, die hebben afgesproken voor een gevecht. Wanneer hun duel begonnen is verschijnt Jackson, haalt hen uit elkaar en danst met hen allemaal samen. De plot van Beat It is vaak gekopieerd. Love is a Battlefield van Pat Benatar, is de vrouwelijke versie van de clip van Beat It. Ook Lionel Richie, Janet Jackson, The Backstreet Boys, *NSYNC, Britney Spears, Christina Aguilera en Usher leenden het patroon van Beat It. Ook "Weird Al" Yankovic parodieerde het nummer als Eat It. In Nederland werd de videoflip destijds op televisie uitgezonden door de popprogramma's AVRO's Toppop, Countdown van Veronica en Popformule van de TROS.

## Trivia
- Na de start van de opnamen braken op de set vechtpartijen uit. Dit kwam doordat de cast uit echte bendeleden bestond. Nadat de politie had moeten ingrijpen werd besloten om de videoclip met acteurs op te nemen.
- In het nummer is geklop op de deur van gitarist Eddie van Halen te horen. Dit geluid werd per ongeluk opgenomen en er werd besloten om het geklop op de plaat te laten staan, omdat dit volgens producer Quincy Jones precies was wat miste.
- Tijdens de MTV Awards van 2003 bracht Metallica een geheel eigen uitvoering van het nummer.
- In 2008 bracht Fall Out Boy een liveversie uit op hun album Live in Phoenix, waarop de gitaarsolo werd gespeeld door John Mayer. Deze versie werd uitgebracht als single en behaalde wereldwijd de hitlijsten.
- Beat It komt voor in het spel Guitar Hero: World Tour.
- In Back to the Future Part II is het nummer te horen op het moment dat Marty McFly het futuristische Café 80's binnenloopt.[2] Het nummer benadrukt de sfeer van de jaren '80 van het café.

## Hitnoteringen

### Nederlandse Top 40
| Beat It in de Nederlandse Top 40 - binnen 23-04-1983 | Beat It in de Nederlandse Top 40 - binnen 23-04-1983 | Beat It in de Nederlandse Top 40 - binnen 23-04-1983 | Beat It in de Nederlandse Top 40 - binnen 23-04-1983 | Beat It in de Nederlandse Top 40 - binnen 23-04-1983 | Beat It in de Nederlandse Top 40 - binnen 23-04-1983 | Beat It in de Nederlandse Top 40 - binnen 23-04-1983 | Beat It in de Nederlandse Top 40 - binnen 23-04-1983 | Beat It in de Nederlandse Top 40 - binnen 23-04-1983 | Beat It in de Nederlandse Top 40 - binnen 23-04-1983 | Beat It in de Nederlandse Top 40 - binnen 23-04-1983 | Beat It in de Nederlandse Top 40 - binnen 23-04-1983 | Beat It in de Nederlandse Top 40 - binnen 23-04-1983 |
| Week                                                 | 1                                                    | 2                                                    | 3                                                    | 4                                                    | 5                                                    | 6                                                    | 7                                                    | 8                                                    | 9                                                    | 10                                                   | 11                                                   |                                                      |
| ---------------------------------------------------- | ---------------------------------------------------- | ---------------------------------------------------- | ---------------------------------------------------- | ---------------------------------------------------- | ---------------------------------------------------- | ---------------------------------------------------- | ---------------------------------------------------- | ---------------------------------------------------- | ---------------------------------------------------- | ---------------------------------------------------- | ---------------------------------------------------- | ---------------------------------------------------- |
| Nummer                                               | 18                                                   | 4                                                    | 1                                                    | 1                                                    | 1                                                    | 1                                                    | 2                                                    | 4                                                    | 8                                                    | 16                                                   | 32                                                   | uit                                                  |

### Nationale Hitparade / Mega Top 50
| Beat It in de Nationale Hitparade en Mega Top 50 - binnen: 30-04-1983 | Beat It in de Nationale Hitparade en Mega Top 50 - binnen: 30-04-1983 | Beat It in de Nationale Hitparade en Mega Top 50 - binnen: 30-04-1983 | Beat It in de Nationale Hitparade en Mega Top 50 - binnen: 30-04-1983 | Beat It in de Nationale Hitparade en Mega Top 50 - binnen: 30-04-1983 | Beat It in de Nationale Hitparade en Mega Top 50 - binnen: 30-04-1983 | Beat It in de Nationale Hitparade en Mega Top 50 - binnen: 30-04-1983 | Beat It in de Nationale Hitparade en Mega Top 50 - binnen: 30-04-1983 | Beat It in de Nationale Hitparade en Mega Top 50 - binnen: 30-04-1983 | Beat It in de Nationale Hitparade en Mega Top 50 - binnen: 30-04-1983 | Beat It in de Nationale Hitparade en Mega Top 50 - binnen: 30-04-1983 | Beat It in de Nationale Hitparade en Mega Top 50 - binnen: 30-04-1983 | Beat It in de Nationale Hitparade en Mega Top 50 - binnen: 30-04-1983 | Beat It in de Nationale Hitparade en Mega Top 50 - binnen: 30-04-1983 | Beat It in de Nationale Hitparade en Mega Top 50 - binnen: 30-04-1983 | binnen: 18-03-2006 | binnen: 18-03-2006 | binnen: 18-03-2006 | binnen: 18-03-2006 | binnen: 04-07-2009 | binnen: 04-07-2009 | binnen: 04-07-2009 | binnen: 04-07-2009 | binnen: 04-07-2009 | binnen: 04-07-2009 | binnen: 04-07-2009 | binnen: 04-07-2009 | binnen: 04-07-2009 | binnen: 04-07-2009 | binnen: 04-07-2009 |
| Week                                                                  | 1                                                                     | 2                                                                     | 3                                                                     | 4                                                                     | 5                                                                     | 6                                                                     | 7                                                                     | 8                                                                     | 9                                                                     | 10                                                                    | 11                                                                    | 12                                                                    | 13                                                                    |                                                                       | 14                 | 15                 | 16                 |                    | 17                 | 18                 | 19                 | 20                 | 21                 | 22                 | 23                 | 24                 | 25                 | 26                 |                    |
| --------------------------------------------------------------------- | --------------------------------------------------------------------- | --------------------------------------------------------------------- | --------------------------------------------------------------------- | --------------------------------------------------------------------- | --------------------------------------------------------------------- | --------------------------------------------------------------------- | --------------------------------------------------------------------- | --------------------------------------------------------------------- | --------------------------------------------------------------------- | --------------------------------------------------------------------- | --------------------------------------------------------------------- | --------------------------------------------------------------------- | --------------------------------------------------------------------- | --------------------------------------------------------------------- | ------------------ | ------------------ | ------------------ | ------------------ | ------------------ | ------------------ | ------------------ | ------------------ | ------------------ | ------------------ | ------------------ | ------------------ | ------------------ | ------------------ | ------------------ |
| Nummer                                                                | 4                                                                     | 1                                                                     | 1                                                                     | 1                                                                     | 2                                                                     | 2                                                                     | 2                                                                     | 3                                                                     | 4                                                                     | 7                                                                     | 18                                                                    | 26                                                                    | 49                                                                    | uit                                                                   | 27                 | 49                 | 94                 | uit                | 12                 | 7                  | 16                 | 37                 | 46                 | 61                 | 67                 | 92                 | 91                 | 91                 | uit                |

### TROS Top 50
Hitnotering: 21-04-1983 t/m 07-07-1983. Hoogste notering: #1 (2 weken).

### TROS Europarade
Hitnotering: 08-05-1983 t/m 14-08-1983. Hoogste notering: #1 (1 wëek).

### NPO Radio 2 Top 2000
| Nummer met noteringen in de NPO Radio 2 Top 2000 | '99 | '00 | '01 | '02 | '03 | '04 | '05 | '06 | '07 | '08 | '09 | '10 | '11 | '12 | '13 | '14 | '15 | '16 | '17 | '18 | '19 | '20 | '21 | '22 | '23 | '24 |
| ------------------------------------------------ | --- | --- | --- | --- | --- | --- | --- | --- | --- | --- | --- | --- | --- | --- | --- | --- | --- | --- | --- | --- | --- | --- | --- | --- | --- | --- |
| Beat It                                          | 242 | 434 | 330 | 455 | 760 | 518 | 637 | 642 | 918 | 639 | 74  | 179 | 252 | 218 | 315 | 419 | 359 | 391 | 334 | 242 | 406 | 343 | 363 | 332 | 382 | 376 |

1. ↑  Een vetgedrukt getal geeft de hoogste notering aan.

- MusicBrainz work: 8fc1410a-81ac-342b-ae0a-66b9102c141a